# Герои Социалистического Труда Костанайской области
В настоящий список включены:

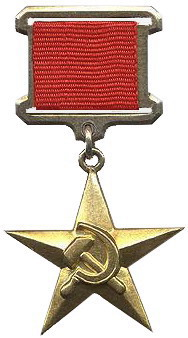
Золотая медаль «Серп и Молот»

- Герои Социалистического Труда, на момент присвоения звания проживавшие на территории Кустанайской области Казахской ССР, — 149 человек; в их числе — награждённые на территории ряда районов, переданных в Кустанайскую область из упразднённой Тургайской области  (5 Героев, отмеченных звёздочкой);
- уроженцы Костанайской области, удостоенные звания Героя Социалистического Труда в других регионах СССР, — 28 человек;
- Герои Социалистического Труда, прибывшие на постоянное проживание в Костанайскую область, — 2 человека.

Вторая и третья части списка могут быть неполными из-за отсутствия данных о месте рождения и проживания ряда Героев.
В таблицах отображены фамилия, имя и отчество Героев, должность и место работы на момент присвоения звания, дата Указа Президиума Верховного Совета СССР, отрасль народного хозяйства, место рождения/проживания (знаком * выделены регионы, не относящиеся к Костанайской области), а также ссылка на биографическую статью на сайте «Герои страны». Формат таблиц предусматривает возможность сортировки по указанным параметрам путём нажатия на стрелку в нужной графе.

## История
Первое присвоение звания Героя Социалистического Труда в Кустанайской области произошло 23 июля 1948 года, когда за получение высокой продуктивности животноводства в 1947 году Указом Президиума Верховного Совета СССР награду получили сразу 20 колхозников.
Подавляющее большинство Героев Социалистического Труда в Костанайской области приходится на сельскохозяйственную отрасль — 117 человек. Остальные представлены сферами государственного управления — 13, металлургии — 9, транспорта — 5, строительства — 3, связи, здравоохранения и образования — по 1.

## Лица, удостоенные звания Героя Социалистического Труда в Костанайской области
| №   | Фамилия, имя, отчество           | Даты жизни              | Деятельность | Дата присвоения | Отрасль         | Место рождения                  | ГС         |
| --- | -------------------------------- | ----------------------- | --- | --------------- | --------------- | ------------------------------- | ---------- |
| 1   | Айтмухамбетов Ахметгалий         | 22.12.1908 — 05.05.1969 | Председатель Орджоникидзевского райисполкома Кустанайской области | 11.01.1957      | госуправление   | Узункольский район              | [ ГС 1 ]   |
| 2   | Алатуров Семён Семёнович         | 22.08.1938 — 10.04.2017 | Механизатор совхоза «Свободный» Камышнинского района Кустанайской области | 22.02.1982      | сельхоз         | *Мордовия                       | [ ГС 2 ]   |
| 3   | Алимпиев Николай Филиппович      | 14.08.1910 — 1991       | Директор совхоза «Краснопартизанский» Кустанайский района Кустанайской области | 08.04.1971      | сельхоз         | *Москва                         | [ ГС 3 ]   |
| 4   | Алтынбаев Мырзагалий             | 1898—1988               | Старший чабан колхоза имени Амангельды Иманова Амангельдинского района Кустанайской области                                                                                          | 23.07.1948      | сельхоз         | Амангельдинский район           | [ ГС 4 ]   |
| 5   | Амзин Намазбай                   | 1912 — 17.05.1968       | Председатель колхоза имени Амангельды Иманова Амангельдинского района Кустанайской области                                                                                           | 23.07.1948      | сельхоз         | *Акмолинская область            | [ ГС 5 ]   |
| 6   | Антошкин Евгений Порфирьевич     | 20.01.1932 — 01.09.2010 | Бригадир машинистов экскаватора Соколовско-Сарбайского обогатительного комбината Министерства чёрной металлургии СССР, Кустанайская область                                          | 30.03.1971      | металлургия     | *Башкортостан                   | [ ГС 6 ]   |
| 7   | Балахов Сергей Иванович          | 1935—1986               | Комбайнёр совхоза «Новопокровский» Ленинского района Кустанайской области | 19.04.1967      | сельхоз         | Костанайская область            | [ ГС 7 ]   |
| 8   | Балло Николай Егорович           | 03.09.1929 — 03.07.2014 | Комбайнёр-тракторист совхоза имени Димитрова Кустанайского района Кустанайской области                                                                                               | 23.06.1966      | сельхоз         | *Николаевская область           | [ ГС 8 ]   |
| 9   | Батыршин Накий Хурамшинович      | 11.04.1932 — 28.05.2002 | Бригадир комплексной бригады управления «Промстрой» № 5 треста «Соколоврудстрой», Кустанайская область                                                                               | 11.08.1966      | строительство   | *Башкортостан                   | [ ГС 9 ]   |
| 10  | Бегайдаров Сейтмагамбет          | 17.10.1915 — 03.12.1975 | Старший чабан племенного овцеводческого совхоза «Сулукольский» имени XXIII съезда КПСС Семиозёрного района Кустанайской области                                                      | 08.04.1971      | сельхоз         | Аулиекольский район             | [ ГС 10 ]  |
| 11  | Белич Владимир Владимирович      | 03.09.1926 — 25.09.2014 | Бригадир слесарей-монтажников Рудненского монтажного управления треста «Казмеханомонтаж» Министерства монтажных и специальных строительных работ Казахской ССР, Кустанайская область | 08.01.1974      | строительство   | *Волгоградская область          | [ ГС 11 ]  |
| 12  | Бережной Иван Михайлович         | 12.10.1929 — 27.11.2010 | Тракторист совхоза «Искра» Октябрьского района Кустанайской области | 11.01.1957      | сельхоз         | *Волгоградская область          | [ ГС 12 ]  |
| 13  | Берлин Дмитрий Иванович          | 06.02.1904 — 12.08.1980 | Первый секретарь Тарановского райкома Компартии Казахстана, Кустанайская область | 11.01.1957      | госуправление   | *Полтавская область             | [ ГС 13 ]  |
| 14  | Бирюков Михаил Иванович          | 29.08.1921 — 04.1976    | Комбайнёр Пешковской МТС Пешковского района Кустанайской области | 11.01.1957      | сельхоз         | Фёдоровский район               | [ ГС 14 ]  |
| 15  | Богданов Василий Семёнович       | 15.01.1923 — 13.03.1997 | Директор совхоза «Пешковский» Фёдоровского района Кустанайской области | 22.03.1966      | сельхоз         | Костанайская область            | [ ГС 15 ]  |
| 16  | Бородин Андрей Михайлович        | 15.10.1912 — 09.07.1984 | Первый секретарь Кустанайского областного комитета Компартии Казахстана | 13.10.1972      | госуправление   | *Курская область                | [ ГС 16 ]  |
| 17  | Братышев Иван Филиппович         | 1905 — ????             | Директор Фёдоровского совхоза Кустанайской области | 11.01.1957      | сельхоз         | *Воронежская область            | [ ГС 17 ]  |
| 18  | Бреусов Пётр Михайлович          | 12.06.1938 — 02.02.2008 | Комбайнёр совхоза «Карасуский» Карасуского района Кустанайской области | 24.12.1976      | сельхоз         | *Воронежская область            | [ ГС 18 ]  |
| 19  | Брунштейн Борис Ильич            | 19.10.1929 — 08.04.1995 | Главный зоотехник совхоза «Кустанайский» Комсомольского района Кустанайской области                                                                                                  | 22.03.1966      | сельхоз         | *Челябинская область            | [ ГС 19 ]  |
| 20  | Верёвочкин Евгений Иванович      | род. 30.08.1934         | Бригадир машинистов экскаватора Соколовско-Сарбайского горно-обогатительного комбината имени В. И. Ленина Министерства чёрной металлургии СССР, Кустанайская область                 | 02.03.1981      | металлургия     | *Новгородская область           | [ ГС 20 ]  |
| 21  | Войцеховский Владимир Михайлович | 21.01.1938 — 23.08.2018 | *Тракторист-комбайнёр совхоза имени Кошевого Октябрьского района Тургайской области                                                                                                  | 24.12.1976      | сельхоз         | *Винницкая область              | [ ГС 21 ]  |
| 22  | Гасевский Сергей Семёнович       | 12.06.1931 — 18.12.1992 | Старший скотник племсовхоза «Тобольский» Орджоникидзевского района Кустанайской области                                                                                              | 06.06.1990      | сельхоз         | *Сумская область                | [ ГС 22 ]  |
| 23  | Гирин Иван Яковлевич             | 01.01.1934 — 25.03.1987 | Командир лётного отряда Казахского управления гражданской авиации Министерства гражданской авиации СССР, гор. Кустанай                                                               | 03.03.1980      | транспорт       | *Акмолинская область            | [ ГС 23 ]  |
| 24  | Гноевой Николай Васильевич       | 24.08.1922 — 01.1998    | Первый секретарь Урицкого райкома Компартии Казахстана, Кустанайская область | 13.12.1972      | госуправление   | Карабалыкский район             | [ ГС 24 ]  |
| 25  | Голиков Василий Васильевич       | 18.03.1911 — 26.01.1993 | Главный агроном совхоза «Большевик» Кустанайской области | 11.01.1957      | сельхоз         | *Орловская область              | [ ГС 25 ]  |
| 26  | Данилецкий Владимир Зыгмунтович  | род. 25.02.1939         | Тракторист зерносовхоза «Борвиновский» Урицкого района Кустанайской области | 03.03.1980      | сельхоз         | *Гродненская область            | [ ГС 26 ]  |
| 27  | Деккер Екатерина Генриховна      | 27.07.1927 — 25.12.2012 | Доярка Кустанайской областной сельскохозяйственной опытной станции, Кустанайская область                                                                                             | 22.03.1966      | сельхоз         | *Одесская область               | [ ГС 27 ]  |
| 28  | Демеев Жансултан Демеевич        | 20.08.1928 — 03.02.1988 | Комбайнёр совхоза имени Павлова Кустанайского района Кустанайской области | 11.01.1957      | сельхоз         | Костанайский район              | [ ГС 28 ]  |
| 29  | Демченко Михаил Прокофьевич      | 1927 — 13.09.1997       | *Машинист экскаватора Северного рудника Тургайского бокситового рудоуправления Министерства цветной металлургии СССР                                                                 | 30.03.1971      | металлургия     | *Карагандинская область         | [ ГС 29 ]  |
| 30  | Довгаль Василий Павлович         | 18.02.1919 — 22.09.2001 | Бывший первый секретарь Фёдоровского райкома Компартии Казахстана, Кустанайская область, ныне слушатель партийной школы при ЦК Компартии Казахстана                                  | 11.01.1957      | госуправление   | Фёдоровский район               | [ ГС 30 ]  |
| 31  | Доненбаева Камшат Байгазиновна   | 15.09.1937 — 09.11.2017 | Трактористка совхоза «Харьковский» Боровского района Кустанайской области | 10.02.1975      | сельхоз         | Узункольский район              | [ ГС 31 ]  |
| 32  | Дубенцов Анатолий Захарович      | 1930 — 21.10.1996       | Комбайнёр совхоза «Краснопресненский» Боровского района Кустанайской области | 19.04.1967      | сельхоз         | *Тюменская область              | [ ГС 32 ]  |
| 33  | Дьяченко Мария Ивановна          | 1932 — ????             | Трактористка совхоза «Буревестник» Наурзумского района Кустанайской области | 13.12.1972      | сельхоз         | *Луганская область              | [ ГС 33 ]  |
| 34  | Ермолович Василий Михайлович     | 20.01.1929 — 14.12.2014 | Бригадир машинистов экскаватора Соколовско-Сарбайского горно-обогатительного комбината имени В. И. Ленина Министерства чёрной металлургии СССР, Кустанайская область                 | 12.05.1977      | металлургия     | *Минская область                | [ ГС 34 ]  |
| 35  | Есполов Досан                    | 1900 — ????             | Председатель колхоза имени Калинина Амангельдинского района Кустанайской области | 23.07.1948      | сельхоз         | Амангельдинский район           | [ ГС 35 ]  |
| 36  | Есполов Кошан                    | 1894 — ????             | Старший табунщик колхоза имени Молотова Амангельдинского района Кустанайской области                                                                                                 | 23.07.1948      | сельхоз         | Амангельдинский район           | [ ГС 36 ]  |
| 37  | Жансапаков Калмагамбет           | 1882—1957               | Старший чабан колхоза имени Амангельды Иманова Амангельдинского района Кустанайской области                                                                                          | 23.07.1948      | сельхоз         | Амангельдинский район           | [ ГС 37 ]  |
| 38  | Желязко Николай Николаевич       | 1923—1987               | Бригадир тракторно-полеводческой бригады Краснодонского совхоза Урицкого района Кустанайской области                                                                                 | 11.01.1957      | сельхоз         | *Одесская область               | [ ГС 38 ]  |
| 39  | Жиенгазина Бизада Утекеевна      | 07.11.1937 — 17.01.1997 | Бригадир почтальонов Кустанайского почтамта Министерства связи Казахской ССР | 02.04.1981      | связь           | Костанайский район              | [ ГС 39 ]  |
| 40  | Жуманов Шагир                    | 1883 — 01.09.1974       | Старший чабан колхоза «Шили-Сай» Амангельдинского района Кустанайской области | 23.07.1948      | сельхоз         | Амангельдинский район           | [ ГС 40 ]  |
| 41  | Зайцев Михаил Алексеевич         | 05.08.1930 — 14.03.2011 | Бригадир совхоза «Путь к коммунизму» Орджоникидзевского района Кустанайской области                                                                                                  | 19.04.1967      | сельхоз         | Денисовский район               | [ ГС 41 ]  |
| 42  | Захаров Андрей Константинович    | 24.07.1917 — 18.02.1995 | Комбайнёр Долбушинской МТС Кустанайской области | 11.01.1957      | сельхоз         | Мендыкаринский район            | [ ГС 42 ]  |
| 43  | Изтаев Аскар                     | 10.03.1930 — 19.12.2019 | Старший скотник совхоза «Волгоградский» Джетыгаринского района Кустанайской области                                                                                                  | 08.04.1971      | сельхоз         | Житикаринский район             | [ ГС 43 ]  |
| 44  | Исаков Амангельды                | 19.03.1905 — 17.06.1993 | Комбайнёр Карасульской МТС Карасуского района Кустанайской области | 13.08.1951      | сельхоз         | Карасуский район                | [ ГС 44 ]  |
| 45  | Исмагулов Нариман Газизович      | 12.04.1925 — 11.01.2010 | Главный хирург областного отдела здравоохранения, гор. Кустанай | 04.02.1969      | здравоохранение | *Восточно-Казахстанская область | [ ГС 45 ]  |
| 46  | Казачонок Александр Иосифович    | 10.10.1934 — 24.09.1992 | Тракторист-комбайнёр совхоза «Красносельский» имени Б. Майлина Тарановского района Кустанайской области                                                                              | 24.12.1976      | сельхоз         | *Витебская область              | [ ГС 46 ]  |
| 47  | Калачёв Михаил Павлович          | 24.02.1921 — 09.09.1993 | Главный агроном совхоза «Пресногорьковский» Ленинского района Кустанайской области                                                                                                   | 08.04.1971      | сельхоз         | *Липецкая область               | [ ГС 47 ]  |
| 48  | Карбенов Сеит Карбенович         | 23.07.1903 — 1983       | Директор Бурлинской МТС Кустанайской области | 11.01.1957      | сельхоз         | Аулиекольский район             | [ ГС 48 ]  |
| 49  | Каскабасов Батыркаир             | 10.05.1939 — 22.09.2012 | Старший чабан Сулукольского овцеплемзавода имени XXIII съезда КПСС Семиозёрного района Кустанайской области                                                                          | 19.02.1981      | сельхоз         | Аулиекольский район             | [ ГС 49 ]  |
| 50  | Каюмов Габдрауф Габдулхакович    | 13.12.1926 — 04.06.2009 | Комбайнёр-тракторист совхоза «Введенский» Боровского района Кустанайской области | 23.06.1966      | сельхоз         | *Татарстан                      | [ ГС 50 ]  |
| 51  | Кижакин Андрей Николаевич        | 10.01.1915 — ????       | Комбайнёр мясного совхоза «Убаганский» Министерства совхозов СССР, Карасуский район Кустанайской области                                                                             | 13.09.1951      | сельхоз         | Карасуский район                | [ ГС 51 ]  |
| 52  | Кирмандаев Фатхолла              | 1891 — 10.01.1966       | Старший табунщик колхоза «Чилий» Тургайского района Кустанайской области | 23.07.1948      | сельхоз         | Джангельдинский район           | [ ГС 52 ]  |
| 53  | Клименко Иван Аверьянович        | 02.05.1906 — 24.08.1968 | Бригадир тракторной бригады Станционной МТС Карабалыкского района Кустанайской области                                                                                               | 11.01.1957      | сельхоз         | *Киевская область               | [ ГС 53 ]  |
| 54  | Климов Борис Николаевич          | 07.11.1928 — 05.04.2011 | Директор совхоза «Станционный» Комсомольского района Кустанайской области | 10.12.1973      | сельхоз         | *Архангельская область          | [ ГС 54 ]  |
| 55  | Когулбаев Олжабай                | 10.10.1908 — 02.1988    | Старший чабан совхоза «Сулукольский» Семиозёрного района Кустанайской области | 22.03.1966      | сельхоз         | Аулиекольский район             | [ ГС 55 ]  |
| 56  | Кожабаев Бирали                  | 1890 — ????             | Старший чабан колхоза «Агашты-Коль» Амангельдинского района Кустанайской области | 23.07.1948      | сельхоз         | Амангельдинский район           | [ ГС 56 ]  |
| 57  | Козлов Николай Григорьевич       | 02.01.1930 — 1977       | Директор совхоза «Буревестник» Наурзумского района Кустанайской области | 19.04.1967      | сельхоз         | *Гомельская область             | [ ГС 57 ]  |
| 58  | Козыбаев Оразалы                 | 15.04.1924 — 23.08.1996 | Первый секретарь Аркалыкского райкома Компартии Казахстана, Кустанайская область | 19.04.1967      | госуправление   | Мендыкаринский район            | [ ГС 58 ]  |
| 59  | Конышев Жексембай                | 1883—1982               | Старший чабан колхоза «Чилий» Тургайского района Кустанайской области | 23.07.1948      | сельхоз         | Джангельдинский район           | [ ГС 59 ]  |
| 60  | Костенко Пётр Ильич              | 01.12.1911 — 06.06.1979 | Первый секретарь Карасуского райкома Компартии Казахстана, Кустанайская область | 11.01.1957      | госуправление   | Наурзумский район               | [ ГС 60 ]  |
| 61  | Косьма Григорий Александрович    | 27.06.1929 — 07.09.1993 | Бригадир тракторной бригады Джетыгаринской МТС Кустанайской области | 11.01.1957      | сельхоз         | *Запорожская область            | [ ГС 61 ]  |
| 62  | Кравченко Григорий Артёмович     | род. 1927               | Комбайнёр совхоза «Севастопольский» Урицкого района Кустанайской области | 08.04.1971      | сельхоз         | Сарыкольский район              | [ ГС 62 ]  |
| 63  | Крупский Иван Лазаревич          | 25.10.1926 — 13.12.1987 | Тракторист-комбайнёр Борковского совхоза Кустанайской области | 11.01.1957      | сельхоз         | *Могилёвская область            | [ ГС 63 ]  |
| 64  | Крыжановский Степан Фёдорович    | 27.12.1912 — 08.06.1976 | Бригадир тракторно-полеводческой бригады Сталинградского совхоза Джетыгаринского района Кустанайской области                                                                         | 11.01.1957      | сельхоз         | *Хмельницкая область            | [ ГС 64 ]  |
| 65  | Кузнецов Александр Прокофьевич   | 06.05.1928 — 14.10.1994 | Старший машинист обжиговых машин Соколовско-Сарбайского горно-обогатительного комбината имени В. И. Ленина Министерства чёрной металлургии СССР, Кустанайская область                | 29.12.1973      | металлургия     | Мендыкаринский район            | [ ГС 65 ]  |
| 66  | Кузьмин Михаил Петрович          | 1929 — ????             | Тракторист совхоза имени Кирова Узункольского района Кустанайской области | 11.01.1957      | сельхоз         | *Курганская область             | [ ГС 66 ]  |
| 67  | Кузьмина Алевтина Ивановна       | род. 29.12.1940         | Доярка совхоза «Краснопартизанский» Кустанайского района Кустанайской области | 19.02.1981      | сельхоз         | *Ярославская область            | [ ГС 67 ]  |
| 68  | Кулик Михаил Сергеевич           | 1930 — ????             | Тракторист совхоза «Пригородный» Джетыгаринского района Кустанайской области | 19.04.1967      | сельхоз         | *Черкасская область             | [ ГС 68 ]  |
| 69  | Курилёнок Нина Николаевна        | 01.03.1934 — 08.02.2023 | *Комбайнёр совхоза имени Ушакова Октябрьского района Тургайской области | 08.04.1971      | сельхоз         | *Витебская область              | [ ГС 69 ]  |
| 70  | Кусаинов Сакан                   | 15.05.1917 — 1989       | Первый секретарь Тургайского обкома Компартии Казахстана | 10.12.1973      | госуправление   | *Акмолинская область            | [ ГС 70 ]  |
| 71  | Кухтин Фёдор Павлович            | 19.09.1915 — 29.06.1971 | Директор Орджоникидзевского совхоза Орджоникидзевского района Кустанайской области                                                                                                   | 11.01.1957      | сельхоз         | *Новосибирская область          | [ ГС 71 ]  |
| 72  | Ласица Николай Николаевич        | род. 09.10.1937         | Механизатор совхоза имени Некрасова Орджоникидзевского района Кустанайской области                                                                                                   | 19.02.1981      | сельхоз         | *Гомельская область             | [ ГС 72 ]  |
| 73  | Левен Владимир Петрович          | 19.04.1932 — 19.04.1990 | Механизатор совхоза «Фёдоровский» Фёдоровского района Кустанайской области | 19.02.1981      | сельхоз         | *Запорожская область            | [ ГС 73 ]  |
| 74  | Левченко Фёдор Васильевич        | 1915—1987               | Бригадир тракторной бригады Красноармейской МТС Кустанайской области | 11.01.1957      | сельхоз         | *Запорожская область            | [ ГС 74 ]  |
| 75  | Леонов Георгий Алексеевич        | 1914 — ????             | Тракторист-комбайнёр совхоза имени Ленина Фёдоровского района Кустанайской области                                                                                                   | 23.06.1966      | сельхоз         | *Орловская область              | [ ГС 75 ]  |
| 76  | Ли Ен-Бем                        | 01.10.1927 — 14.08.1979 | Директор птицесовхоза «Тарановский» Тарановского района Кустанайской области | 06.09.1973      | сельхоз         | *Приморский край                | [ ГС 76 ]  |
| 77  | Лукоянов Александр Васильевич    | 25.01.1927 — 21.07.2003 | Комбайнёр-тракторист Комаровского совхоза Орджоникидзевского района Кустанайской области                                                                                             | 11.01.1957      | сельхоз         | *Татарстан                      | [ ГС 77 ]  |
| 78  | Максименко Константин Иванович   | 29.05.1914 — 15.11.1994 | Бригадир бригады совхоза имени Тахтарова Камышнинского района Кустанайской области                                                                                                   | 11.01.1957      | сельхоз         | *Запорожская область            | [ ГС 78 ]  |
| 79  | Минасов Андрей Петрович          | 17.12.1916 — 11.02.1974 | Начальник Боровского районного управления сельского хозяйства, Кустанайская область                                                                                                  | 08.04.1971      | сельхоз         | Фёдоровский район               | [ ГС 79 ]  |
| 80  | Михайлевич Михаил Иванович       | 22.02.1898 — 10.07.1969 | Председатель сельхозартели «Серп и Молот» Фёдоровского района Кустанайской области                                                                                                   | 11.01.1957      | сельхоз         | *Одесская область               | [ ГС 80 ]  |
| 81  | Могилко Иван Сергеевич           | 1928—1992               | Тракторист совхоза «Севастопольский» Урицкого района Кустанайской области | 19.04.1967      | сельхоз         | Сарыкольский район              | [ ГС 81 ]  |
| 82  | Мурзахметов Балгабай             | 11.10.1925 — 03.01.2014 | Бригадир Тобольской дистанции пути Целинной железной дороги, Кустанайская область | 02.04.1981      | транспорт       | Аулиекольский район             | [ ГС 82 ]  |
| 83  | Мустафин Салим                   | 03.02.1912 — 11.09.2001 | Старший скотник совхоза «Покровский» Денисовского района Кустанайской области | 22.03.1966      | сельхоз         | район Беимбета Майлина          | [ ГС 83 ]  |
| 84  | Нарымбаев Хамза                  | 1882 — ????             | Старший чабан колхоза «Там-Камыс» Тургайского района Кустанайской области | 23.07.1948      | сельхоз         | Джангельдинский район           | [ ГС 84 ]  |
| 85  | Нургожин Мукуш                   | 1886—1965               | Старший табунщик колхоза имени Калинина Амангельдинского района Кустанайской области                                                                                                 | 23.07.1948      | сельхоз         | Джангельдинский район           | [ ГС 85 ]  |
| 86  | Нурпеисов Едрес                  | 1891 — 27.02.1978       | Старший чабан колхоза «Интернационал» Тургайского района Кустанайской области | 23.07.1948      | сельхоз         | Джангельдинский район           | [ ГС 86 ]  |
| 87  | Омаров Байдилда                  | 09.05.1902 — 25.09.1969 | Заведующий овцеводческой фермой колхоза имени Амангельды Иманова Амангельдинского района Кустанайской области                                                                        | 23.07.1948      | сельхоз         | Амангельдинский район           | [ ГС 87 ]  |
| 88  | Пак Алексей Андреевич            | 17.03.1913 — 18.06.1973 | Директор Кустанайского совхоза Карабалыкского района Кустанайской области | 11.01.1957      | сельхоз         | *Амурская область               | [ ГС 88 ]  |
| 89  | Пастухов Николай Фёдорович       | 25.12.1927 — 23.11.2003 | Бригадир совхоза «Станционный» Комсомольского района Кустанайской области | 12.04.1979      | сельхоз         | Карабалыкский район             | [ ГС 89 ]  |
| 90  | Петраков Василий Романович       | 28.12.1914 — 17.07.1991 | Первый секретарь Орджоникидзевского райкома Компартии Казахстана, Кустанайская область                                                                                               | 11.01.1957      | госуправление   | *Саратовская область            | [ ГС 90 ]  |
| 91  | Петренко Артём Анисимович        | 1899 — ????             | Председатель сельхозартели имени Молотова Тарановского района Кустанайской области                                                                                                   | 11.01.1957      | сельхоз         | *Одесская область               | [ ГС 91 ]  |
| 92  | Петров Леонид Фёдорович          | род. 17.03.1928         | Машинист экскаватора Соколовско-Сарбайского горнообогатительного комбината Кустанайского совнархоза                                                                                  | 28.05.1960      | металлургия     | *Челябинская область            | [ ГС 92 ]  |
| 93  | Петрушин Николай Фёдорович       | 14.02.1932 — 23.12.2024 | Тракторист-комбайнёр совхоза имени Чехова Урицкого района Кустанайской области | 23.06.1966      | сельхоз         | Сарыкольский район              | [ ГС 93 ]  |
| 94  | Пивоваров Василий Сергеевич      | 06.03.1915 — 04.06.1989 | Бригадир тракторно-полеводческой бригады совхоза «Александровский» Кустанайского района Кустанайской области                                                                         | 08.04.1971      | сельхоз         | Костанайский район              | [ ГС 94 ]  |
| 95  | Пименова Лидия Васильевна        | 1903 — ????             | Старший научный сотрудник Карабалыкской областной сельскохозяйственной опытной станции, Кустанайская область                                                                         | 23.06.1966      | сельхоз         | *Удмуртия                       | [ ГС 95 ]  |
| 96  | Пицина Дмитрий Людвигович        | род. 1927               | Шофёр совхоза «Барвиновский» Урицкого района Кустанайской области | 10.12.1973      | сельхоз         | *Волынская область              | [ ГС 96 ]  |
| 97  | Политкина Александра Ивановна    | 07.05.1922 — 06.11.1994 | Машинист электровоза Соколовско-Сарбайского горнообогатительного комбината Кустанайского совнархоза                                                                                  | 07.03.1960      | металлургия     | *Полтавская область             | [ ГС 97 ]  |
| 98  | Полтавец Нина Гавриловна         | 05.10.1932 — 06.2016    | Учительница средней школы № 12, гор. Кустанай | 27.06.1978      | образование     | Костанайская область            | [ ГС 98 ]  |
| 99  | Пономарёв Николай Александрович  | 10.10.1929 — 17.10.1995 | Первый секретарь Комсомольского райкома Компартии Казахстана, Кустанайская область                                                                                                   | 08.04.1971      | госуправление   | Костанай                        | [ ГС 99 ]  |
| 100 | Попов Николай Иванович           | 25.06.1917 — ????       | Комбайнёр Карасуского совхоза Карасуского района Кустанайской области | 11.01.1957      | сельхоз         | *Саратовская область            | [ ГС 100 ] |
| 101 | Потапов Леонид Александрович     | 24.11.1928 — 30.08.1982 | Бригадир совхоза «Искра» Октябрьского района Кустанайской области | 11.01.1957      | сельхоз         | *Иркутская область              | [ ГС 101 ] |
| 102 | Рабешко Александр Григорьевич    | 30.06.1935 — 21.04.2006 | *Механизатор Тургайского совхоза-техникума, Аркалыкский район Тургайской области | 19.02.1981      | сельхоз         | *Гомельская область             | [ ГС 102 ] |
| 103 | Рассохин Павел Игнатьевич        | 28.05.1928 — 03.07.2012 | Слесарь Кустанайского авторемонтного завода Министерства автомобильного транспорта Казахской ССР                                                                                     | 04.05.1971      | транспорт       | *Курганская область             | [ ГС 103 ] |
| 104 | Рогольская Дамеля                | род. 1938               | Свинарка Кустанайского зерносовхоза Кустанайской области | 07.03.1960      | сельхоз         | Карабалыкский район             | [ ГС 104 ] |
| 105 | Романченко Николай Иванович      | 21.10.1918 — ????       | Управляющий отделением совхоза «Пресногорьковский» Ленинского района Кустанайской области                                                                                            | 08.04.1971      | сельхоз         | *Ростовская область             | [ ГС 105 ] |
| 106 | Рудской Иван Иванович            | 12.03.1929 — 01.01.1985 | Бригадир тракторной бригады Джаркульской МТС Фёдоровского района Кустанайской области                                                                                                | 11.01.1957      | сельхоз         | *Харьковская область            | [ ГС 106 ] |
| 107 | Рыжов Иван Филиппович            | 1928 — 01.1971          | Бригадир тракторной бригады совхоза имени Джангильдина Введенского района Кустанайской области                                                                                       | 11.01.1957      | сельхоз         | *Краснодарский край             | [ ГС 107 ] |
| 108 | Савостин Владимир Григорьевич    | 09.10.1906 — 02.07.1991 | Директор Карабалыкской сельскохозяйственной опытной станции, Комсомольский район Кустанайской области                                                                                | 08.04.1971      | сельхоз         | *Самарская область              | [ ГС 108 ] |
| 109 | Савчук Андрей Никонович          | 17.10.1931 — 31.07.2009 | Бригадир тракторно-полеводческой бригады совхоза «Баталинский» Орджоникидзевского района Кустанайской области                                                                        | 08.04.1971      | сельхоз         | *Хмельницкая область            | [ ГС 109 ] |
| 110 | Сандригайло Николай Фаддеевич    | 10.10.1909 — 19.12.1982 | Директор Соколовско-Сарбайского горнообогательного комбината Министерства чёрной металлургии СССР, Кустанайская область                                                              | 22.03.1966      | металлургия     | *Свердловская область           | [ ГС 110 ] |
| 111 | Сандыбеков Назарбек Сандыбекович | 14.04.1928 — 25.10.1990 | Директор совхоза «Майский» Карасуского района Кустанайской области | 19.04.1967      | сельхоз         | Джангельдинский район           | [ ГС 111 ] |
| 112 | Сапиев Баяхмет                   | 1892 — ????             | Старший чабан колхоза «Аксуат» Амангельдинского района Кустанайской области | 23.07.1948      | сельхоз         | Амангельдинский район           | [ ГС 112 ] |
| 113 | Сарафинюк Анатолий Александрович | род. 09.10.1938         | Бригадир совхоза имени Н. Г. Козлова Наурзумского района Кустанайской области | 19.02.1981      | сельхоз         | *Винницкая область              | [ ГС 113 ] |
| 114 | Сахно Алексей Андреевич          | род. 03.01.1936         | Комбайнёр совхоза «Убаганский» Карасуского района Кустанайской области | 13.12.1972      | сельхоз         | *Запорожская область            | [ ГС 114 ] |
| 115 | Свистула Иван Степанович         | 15.01.1928 — 18.12.2014 | Тракторист Свердловской МТС Убаганского района Кустанайской области | 11.01.1957      | сельхоз         | *Луганская область              | [ ГС 115 ] |
| 116 | Сексенов Газис Нуртасович        | род. 1927               | Комбайнёр совхоза «Севастопольский» Урицкого района Кустанайской области | 24.12.1976      | сельхоз         | Сарыкольский район              | [ ГС 116 ] |
| 117 | Семёнов Николай Михайлович       | 28.11.1935 — 14.09.2010 | Тракторист-комбайнёр совхоза «Ленинский» Карасуского района Кустанайской области | 10.12.1973      | сельхоз         | *Челябинская область            | [ ГС 117 ] |
| 118 | Сергеев Николай Афанасьевич      | 1914 — ????             | Директор совхоза «Лесной» Кустанайской области | 11.01.1957      | сельхоз         | *Орловская область              | [ ГС 118 ] |
| 119 | Сергиенко Михаил Васильевич      | 01.10.1931 — 08.02.2014 | Механизатор конезавода «Краснодонский» Урицкого района Кустанайской области | 19.02.1981      | сельхоз         | *Волгоградская область          | [ ГС 119 ] |
| 120 | Сидорова Вера Васильевна         | род. 15.08.1934         | Первый секретарь Кустанайского райкома Компартии Казахстана, Кустанайская область | 24.12.1976      | госуправление   | *Воронежская область            | [ ГС 120 ] |
| 121 | Слепченко Григорий Никитович     | 02.04.1930 — ????       | Комбайнёр совхоза «Карасуский» Карасуского района Кустанайской области | 19.04.1967      | сельхоз         | *Северо-Казахстанская область   | [ ГС 121 ] |
| 122 | Сосов Иван Власович              | 1930—2000               | Тракторист-комбайнёр Орджоникидзевского совхоза Орджоникидзевского района Кустанайской области                                                                                       | 11.01.1957      | сельхоз         | *Ростовская область             | [ ГС 122 ] |
| 123 | Степанец Василий Степанович      | 08.03.1918 — 11.02.1999 | Тракторист совхоза «Костряковский» Фёдоровского района Кустанайской области | 08.04.1971      | сельхоз         | Фёдоровский район               | [ ГС 123 ] |
| 124 | Степанов Иван Михайлович         | 29.06.1932 — 28.09.2003 | Тракторист совхоза «Искра» Октябрьского района Кустанайской области | 19.04.1967      | сельхоз         | *Новгородская область           | [ ГС 124 ] |
| 125 | Стрижаченко Иван Аврамович       | 23.03.1913 — 17.03.1991 | Директор совхоза «Диевский» Семиозёрного района Кустанайской области | 19.04.1967      | сельхоз         | *Черкасская область             | [ ГС 125 ] |
| 126 | Сыздыков Абу                     | 1896 — 1989             | Старший чабан колхоза имени Чкалова Амангельдинского района Кустанайской области | 23.07.1948      | сельхоз         | Амангельдинский район           | [ ГС 126 ] |
| 127 | Татаренко Анатолий Алексеевич    | 1938—2001               | Механизатор совхоза имени Ломоносова Боровского района Кустанайской области | 19.02.1981      | сельхоз         | *Омская область                 | [ ГС 127 ] |
| 128 | Тлеулин Таргынбек Жакенович      | 27.12.1942 — 1999       | *Водитель автомобиля Амангельдинского автотранспортного предприятия Министерства автомобильного транспорта Казахской ССР, Тургайская область                                         | 05.03.1976      | транспорт       | Амангельдинский район           | [ ГС 128 ] |
| 129 | Токарев Павел Сергеевич          | 1913 — ????             | Директор Тобольской МТС Кустанайской области | 11.01.1957      | сельхоз         | *Ростовская область             | [ ГС 129 ] |
| 130 | Тонашин Мухамедий                | 1886—1964               | Старший табунщик колхоза имени Чапаева Амангельдинского района Кустанайской области                                                                                                  | 23.07.1948      | сельхоз         | Амангельдинский район           | [ ГС 130 ] |
| 131 | Трояков Василий Алексеевич       | 28.03.1937 — 12.03.2018 | Тракторист совхоза имени Ломоносова Боровского района Кустанайской области | 13.12.1972      | сельхоз         | Мендыкаринский район            | [ ГС 131 ] |
| 132 | Тулба Андрей Дмитриевич          | 27.11.1913 — 18.10.1983 | Директор совхоза имени XXIII съезда КПСС Фёдоровского района Кустанайской области | 08.04.1971      | сельхоз         | Костанайская область            | [ ГС 132 ] |
| 133 | Тургумбаев Кабидолла Кублан-Улы  | 02.01.1930 — 09.07.1997 | Бывший директор совхоза «Целинный» имени 50-летия Октябрьской революции Семиозёрного района Кустанайской области                                                                     | 19.02.1981      | сельхоз         | Аулиекольский район             | [ ГС 133 ] |
| 134 | Турманов Абжан                   | 1882 — ????             | Старший чабан колхоза «Кзыл-Кога» Тургайского района Кустанайской области | 23.07.1948      | сельхоз         | Джангельдинский район           | [ ГС 134 ] |
| 135 | Тынынбаев Сартай Какимович       | род. 10.08.1935         | Комбайнёр колхоза имени Чапаева Фёдоровского района Кустанайской области | 13.12.1972      | сельхоз         | Фёдоровский район               | [ ГС 135 ] |
| 136 | Фадеев Григорий Васильевич       | 18.03.1915 — 10.03.1968 | Машинист паровозного депо Кушмурун Казахской железной дороги, Кустанайская область                                                                                                   | 01.08.1959      | транспорт       | *Забайкальский край             | [ ГС 136 ] |
| 137 | Федякин Александр Васильевич     | 10.12.1930 — 31.03.2007 | Первый секретарь Комсомольского райкома Компартии Казахстана, Кустанайская область                                                                                                   | 19.02.1981      | госуправление   | *Челябинская область            | [ ГС 137 ] |
| 138 | Франк Завелий Аронович           | 1910 — ????             | Директор совхоза «Железнодорожный» Семиозёрного района Кустанайской области | 11.01.1957      | сельхоз         | *Винницкая область              | [ ГС 138 ] |
| 139 | Цвингер Яков Яковлевич           | 30.10.1915 — 1999       | Председатель колхоза имени Ф. Энгельса Кустанайского района Кустанайской области | 22.03.1966      | сельхоз         | *Саратовская область            | [ ГС 139 ] |
| 140 | Цурлуй Сергей Григорьевич        | 05.07.1899 — 07.06.1980 | Директор совхоза «Степной» Джетыгаринского района Кустанайской области | 11.01.1957      | сельхоз         | *Оренбургская область           | [ ГС 140 ] |
| 141 | Чирков Александр Павлович        | 1928—1976               | Тракторист совхоза «Пресногорьковский» Демьяновского района Кустанайской области | 23.06.1966      | сельхоз         | Костанайская область            | [ ГС 141 ] |
| 142 | Шайкенов Еркен                   | 1926 — 02.10.1982       | Старший чабан колхоза «Энбек» Амангельдинского района Кустанайской области | 23.07.1948      | сельхоз         | Амангельдинский район           | [ ГС 142 ] |
| 143 | Шаяндин Бисапак                  | 1897 — ????             | Председатель колхоза имени Молотова Амангельдинского района Кустанайской области | 23.07.1948      | сельхоз         | Амангельдинский район           | [ ГС 143 ] |
| 144 | Шелкоплясов Юрий Иванович        | 20.02.1940 — 25.06.2009 | Бригадир комплексной бригады треста «Казасбестстрой» Министерства строительства предприятий тяжёлой индустрии Казахской ССР, Кустанайская область                                    | 14.04.1975      | строительство   | *Ростовская область             | [ ГС 144 ] |
| 145 | Шкабарёв Николай Григорьевич     | 25.12.1925 — 1992       | Тракторист-комбайнёр совхоза «Диевский» Семиозёрного района Кустанайской области | 23.06.1966      | сельхоз         | район Беимбета Майлина          | [ ГС 145 ] |
| 146 | Шпак Анатолий Андреевич          | 05.04.1926 — 08.04.1971 | Машинист экскаватора Соколовско-Сарбайского горнообогатительного комбината Министерства чёрной металлургии СССР, Кустанайская область                                                | 22.03.1966      | металлургия     | Фёдоровский район               | [ ГС 146 ] |
| 147 | Шумара Каленик Тимофеевич        | 24.07.1903 — 05.05.1973 | Первый секретарь Затобольского райкома Компартии Казахстана, Кустанайская область | 11.01.1957      | госуправление   | *Запорожская область            | [ ГС 147 ] |
| 148 | Якунин Иван Егорович             | род. 1929               | Тракторист-комбайнёр совхоза имени Панфилова Октябрьского района Кустанайской области                                                                                                | 23.06.1966      | сельхоз         | *Пензенская область             | [ ГС 148 ] |
| 149 | Яровой Михаил Савич              | 15.12.1925 — 19.07.2007 | Тракторист совхоза «Борковский» Боровского района Кустанайской области | 08.04.1971      | сельхоз         | *Винницкая область              | [ ГС 149 ] |

### Комментарии
1. ↑  В тексте Указа — Амьзин.
2. ↑  В тексте Указа — Димеев.
3. ↑  В тексте Указа — Нурпейсов.
4. ↑  Фамилия Рогольская — в замужестве, на момент награждения — Жаксалыкова.
5. ↑  В Указе — Карагандинской области.

## Уроженцы Костанайской области, удостоенные звания Героя Социалистического Труда в других регионах СССР
| №  | Фамилия, имя, отчество             | Даты жизни              | Деятельность | Дата присвоения | Отрасль         | Район рождения         | ГС        |
| -- | ---------------------------------- | ----------------------- | --- | --------------- | --------------- | ---------------------- | --------- |
| 1  | Анисимов Александр Давыдович       | 01.11.1909 — 12.11.1984 | Старший горновой доменной печи Магнитогорского металлургического комбината Челябинского совнархоза                                                          | 19.07.1958      | металлургия     | Костанайский район     | [ ГС 1 ]  |
| 2  | Байер Валентина Ивановна           | 15.05.1930 — 12.02.2010 | Доярка совхоза «Зеленоборский» Щучинского района Кокчетавской области                                                                                       | 08.04.1971      | сельхоз         | Аулиекольский район    | [ ГС 2 ]  |
| 3  | Баймагамбетов Денберген            | 1932 — 31.01.2020       | Бригадир горнорабочих очистного забоя Джезказганского горно-металлургического комбината имени К. И. Сатпаева Министерства цветной металлургии Казахской ССР | 10.03.1976      | металлургия     |                        | [ ГС 3 ]  |
| 4  | Бакарев Пётр Иванович              | 14.09.1907 — 11.11.1970 | Командир 5-й железнодорожной бригады, полковник | 05.11.1943      | транспорт       | Костанай               | [ ГС 4 ]  |
| 5  | Баштанник Григорий Семёнович       | 1914 — 07.05.1993       | Бригадир совхоза «Чапаевский» Запорожского района Запорожской области                                                                                       | 23.06.1966      | сельхоз         | Фёдоровский район      | [ ГС 5 ]  |
| 6  | Белан Николай Изотович             | 25.12.1924 — 21.05.1994 | Бригадир тракторной бригады колхоза имени Ленина Боровского района Калужской области                                                                        | 23.06.1966      | сельхоз         | Фёдоровский район      | [ ГС 6 ]  |
| 7  | Бойченко Яков Моисеевич            | 26.03.1913 — 05.09.1996 | Директор совхоза «Россия» Сосновского района Челябинской области                                                                                            | 08.04.1971      | сельхоз         | район Беимбета Майлина | [ ГС 7 ]  |
| 8  | Борцова Лидия Петровна             | 05.04.1920 — 1993       | Главный врач центральной городской больницы, гор. Топки Кемеровской области                                                                                 | 04.02.1969      | здравоохранение | Узункольский район     | [ ГС 8 ]  |
| 9  | Грузинцев Степан Антонович         | 22.05.1911 — ????       | Бригадир тракторно-полеводческой бригады Балкашинского совхоза Молотовского района Акмолинской области                                                      | 11.01.1957      | сельхоз         | Костанайский район     | [ ГС 9 ]  |
| 10 | Дубинская (Лупина) Мария Фёдоровна | 1926 — ????             | Звеньевая колхоза «Новая жизнь» Кагановичского района Фрунзенской области                                                                                   | 26.03.1948      | сельхоз         | Мендыкаринский район   | [ ГС 10 ] |
| 11 | Зинченко Василий Моисеевич         | 14.09.1924 — 22.04.2011 | Старший чабан госплемзавода «Москаленский» Москаленского района Омской области                                                                              | 29.08.1986      | сельхоз         | Сарыкольский район     | [ ГС 11 ] |
| 12 | Карабаев Зияда Мусаипович          | 23.11.1930 — 30.10.2016 | Старший чабан совхоза «Буревестник» Притобольного района Курганской области                                                                                 | 08.04.1971      | сельхоз         | Узункольский район     | [ ГС 12 ] |
| 13 | Клеванцов Пётр Ильич               | 18.09.1911 — 03.08.1986 | Начальник 12-й Шадринской дистанции пути Южно-Уральской железной дороги, Курганская область                                                                 | 01.08.1959      | транспорт       | Сарыкольский район     | [ ГС 13 ] |
| 14 | Клименко Анна Петровна             | 1918 — ????             | Вязальщица Алма-Атинской трикотажной фирмы имени Дзержинского Министерства лёгкой промышленности Казахской ССР                                              | 09.06.1966      | легпром         | Костанайский район     | [ ГС 14 ] |
| 15 | Кожамкулов Сералы                  | 05.05.1896 — 31.12.1979 | Актёр Казахского государственного академического театра драмы имени М. О. Ауэзова, народный артист Казахской ССР, гор. Алма-Ата                             | 11.06.1976      | культура        | Карабалыкский район    | [ ГС 15 ] |
| 16 | Кругляк Иван Иванович              | 23.02.1913 — 11.02.1991 | Бывший старший зоотехник, ныне директор племенного свиноводческого совхоза «Никоновское» Министерства совхозов СССР, Бронницкий район Московской области    | 08.03.1954      | сельхоз         | Фёдоровский район      | [ ГС 16 ] |
| 17 | Курочкин Фёдор Игнатьевич          | 20.04.1926 — 06.10.1987 | Первый секретарь Троицкого райкома КПСС, Челябинская область                                                                                                | 11.12.1973      | госуправление   | Камыстинский район     | [ ГС 17 ] |
| 18 | Леонов Никифор Еремеевич           | 15.08.1925 — 17.08.1989 | Навалоотбойщик шахты № 106 треста «Сараньуголь» комбината «Карагандауголь» Министерства угольной промышленности СССР, Карагандинская область                | 26.04.1957      | углепром        | Аулиекольский район    | [ ГС 18 ] |
| 19 | Мамров Василий Яковлевич           | 22.07.1928 — 04.08.2013 | Председатель колхоза имени М. Горького Ленинского района Московской области                                                                                 | 17.08.1988      | сельхоз         |                        | [ ГС 19 ] |
| 20 | Мирошниченко Юрий Васильевич       | 27.04.1913 — 2005       | Директор совхоза «Труд» Перелюбского района Саратовской области                                                                                             | 11.01.1957      | сельхоз         | Костанайский район     | [ ГС 20 ] |
| 21 | Мухтаров Тюленбай                  | род. 15.07.1926         | Старший чабан совхоза «Камаганский» Куртамышского района Курганской области                                                                                 | 22.03.1966      | сельхоз         |                        | [ ГС 21 ] |
| 22 | Платицын Павел Андреевич           | 1914 — ????             | Бригадир экскаваторщиков треста «Янгиерводстрой» Голодностепстроя, Сырдарьинская область                                                                    | 01.03.1965      | мелиоводхоз     |                        | [ ГС 22 ] |
| 23 | Пухов Владимир Дмитриевич          | 23.04.1928 — ????       | Старший электромеханик Целиноградской дистанции сигнализации и связи Казахской железной дороги, Целиноградская область                                      | 04.08.1966      | транспорт       | Узункольский район     | [ ГС 23 ] |
| 24 | Пушкарёв Иван Антонович            | 20.10.1923 — 27.06.2009 | Фрезеровщик Приборостроительного завода Министерства среднего машиностроения СССР, Челябинская область                                                      | 29.07.1966      | атомпром        | Мендыкаринский район   | [ ГС 24 ] |
| 25 | Терехов Михаил Фёдорович           | 1888 — ????             | Директор зернового совхоза «Красная Баштанка» Министерства совхозов СССР, Баштанский район Николаевской области                                             | 13.03.1948      | сельхоз         |                        |           |
| 26 | Фельберт Фёдор Васильевич          | 28.12.1901 — 28.08.1969 | Директор Фёдоровского свеклосовхоза Министерства пищевой промышленности СССР, Великобурлукский район Харьковской области                                    | 30.04.1948      | сельхоз         | Костанай               | [ ГС 25 ] |
| 27 | Чеченин Василий Николаевич         | род. 1924               | Комбайнёр свиноводческого совхоза «Искра» Министерства совхозов СССР, Ленинградский район Краснодарского края                                               | 12.06.1952      | сельхоз         | Мендыкаринский район   | [ ГС 26 ] |
| 28 | Чижов Алексей Иванович             | 1914 — 1966             | Старший механик овцеводческого совхоза имени Ленина Министерства совхозов СССР, Джамбулская область                                                         | 03.05.1948      | сельхоз         | Фёдоровский район      | [ ГС 27 ] |

## Герои Социалистического Труда, прибывшие в Костанайскую область на постоянное проживание из других регионов
| № | Фамилия, имя, отчество      | Даты жизни              | Деятельность                                                             | Дата присвоения | Отрасль | Район проживания       | ГС       |
| - | --------------------------- | ----------------------- | ------------------------------------------------------------------------ | --------------- | ------- | ---------------------- | -------- |
| 1 | Кирпиченко Татьяна Ивановна | 1927 — 19.01.2016       | Звеньевая колхоза имени Кирова Павлодарского района Павлодарской области | 28.03.1948      | сельхоз | Рудный                 | [ ГС 1 ] |
| 2 | Ортман Екатерина Антоновна  | 29.09.1911 — 02.09.2000 | Доярка совхоза «Восход» Осакаровского района Карагандинской области      | 22.03.1966      | сельхоз | район Беимбета Майлина | [ ГС 2 ] |